# Büttnershof
Büttnershof ist ein Ortsteil der Gemeinde Iden im Landkreis Stendal im Norden des Landes Sachsen-Anhalt.

## Geographie
Büttnershof liegt 6½ Kilometer östlich von Iden unmittelbar am westlichen Elbdeich im Biosphärenreservat Mittelelbe. Einen Kilometer östlich strömt die Elbe, die von der Fähre Sandau gequert wird. Der Elberadweg führt durch den Ort.
Nachbarorte sind Germerslage im Westen, Sandauerholz im Norden, Sandau (Elbe) im Osten und Rosenhof im Süden.

## Geschichte

### Mittelalter bis Neuzeit
Der Ort hieß früher Alt-Käcklitz oder Gut Käcklitz II oder Freigut Büttnershof.
Im Jahre 1441 wurde kokelitz in einer Urkunde genannt, als Kurfürst Friedrich die Brüder von Stolzing mit Besitzungen belehnte, die bis nach 1686 bei der Familie Stölting (Stolczinge, Stoltinge) blieben und vor 1689 bis 1693 an die von Kannenberg zu Krumke gingen. Ab 1693 bis 1775 gehörten Büttner zwei Höfe mit allem Zubehör und Ländereien. Im Jahre 1721 wurden sie Büttners Höfe genannt. 1804 war Büttnershof ein Freihof, der zu Käcklitz gehörte. Im Jahre 1820 war Büdnershof (Büttnershof, auch Alt-Käcklitz) ein adliges Gut. 1843 bestand Büttnershof, auch Alt-Käcklitz genannt, aus zwei Freihöfen. Nach mehreren Besitzerwechseln kam Bittnershof von 1839 bis 1874 an den Gutsbesitzer Friedrich Wilhelm Lucke, 1861 als von Lucke geadelt. 1874 bis 1945 waren Rittergutsbesitzer der Deichhauptmann Rudolf von Lucke und ab 1930 sein Adoptivsohn Helmuth von Katte, der ab 1933 den Namen von Katte von Lucke führte.
Im Zuge der Bodenreform wurde das Gut mit 430 Hektar enteignet und aufgeteilt. Davon gingen 200 Hektar an den Bodenfonds. Im Jahre 1948 hatten aus der Bodenreform in Sandauerholz und Büttnershof zusammen 54 Vollsiedler jeder über 5 Hektar, 12 Kleinsiedler jeder unter 5 Hektar Land erhalten. Im Jahre 1953 entstand die erste Landwirtschaftliche Produktionsgenossenschaft vom Typ III, die LPG „Freier Wille“.

### Eingemeindungen
Bis um 1871 gehörte Büttnershof zu Käcklitz, spätestens ab 1885 zu Germerslage. Durch die Vereinigung des Gutsbezirks Germerslage mit der Landgemeinde Sandauerholz am 30. September 1928 kam Büttnershof zu Sandauerholz. 1930 wurde vom Regierungspräsidenten genehmigt, dass der bewohnte Teil des ehemaligen Gutsbezirkes Germerslage… die Wohnstätten an der Kreisstraße zwischen Kannenberg und Büttnershof… seine bisherige Bezeichnung weiter führt. Erst im Jahre 1986 wird Büttnershof als Ortsteil genannt.
Mit der Eingemeindung von Sandauerholz am 1. Juli 2009 nach Iden kam der Ortsteil zur Gemeinde Iden.

### Einwohnerentwicklung
| Jahr      | 1871 | 1885 | 1895 | 1905 | 2014 | 2015 | 2017 | 2018 | 2020 | 2021 | 2022 | 2023 |
| Einwohner | 107  | 92   | 92   | 129  | 50   | 50   | 44   | 43   | 42   | 42   | 38   | 41   |

## Religion
Die evangelischen Christen aus Büttnershof gehörten früher zur Kirchengemeinde Käcklitz, die zur Pfarrei Polkritz bei Hohenberg gehörte. Sie werden heute betreut von der Kirchengemeinde Schwarzholz im Kirchspiel Walsleben im Pfarrbereich Königsmark im Kirchenkreis Stendal im Bischofssprengel Magdeburg der Evangelischen Kirche in Mitteldeutschland.

## Kultur und Sehenswürdigkeiten
- Das Herrenhaus vom ehemaligen Rittergut Büttnershof ist ein 1750 errichteter Fachwerkbau, der unter Denkmalschutz steht. Er wurde 1895 um zwei Gebäudeflügel erweitert. Weiter gehören mehrere Wirtschaftsgebäude aus dem 19. Jahrhundert zum Gut, das als Denkmalbereich ausgewiesen ist.[3]
- Am ersten Sonntag der Monate April bis Oktober findet im Gutspark ein großer Flohmarkt statt.[22]
- Im Dorf gibt es ein Dorfgemeinschaftshaus und eine Sportstätte.[23]

## Wirtschaft und Infrastruktur
- Das Gutshaus Büttnershof wird heute als Hotel genutzt.[22]
- Büttnershof liegt an der Landesstraße 9 nach Sandau (Elbe).